# 戦略投票
戦略投票（せんりゃくとうひょう）とは、選挙における有権者の投票行動の中で個別の意見表明のためではなく、支持者にとって望ましい利益を得るために行う計略的な行為である。このことから、「戦略的投票行動」とも言われる。
戦略投票を行うには、開票結果、すなわちすべての投票者の投票行動を予測する必要があることから、昔は一部の団体でしか行うことが出来なかった。しかし現在では、世論調査などの開票予測が報道されるようになり、個人でも僅かな一手間で、戦略投票を行うことが出来る。
開票予測には、戦略投票する人自身の投票行動も含まれている。このため、ある時点の開票予測でと、それを受けた戦略投票での、戦略投票者の投票行動が異なる場合、開票予測は修正される。この修正の繰り返しは、開票予測がその投票のナッシュ均衡に達するまで続く。こうした理由により、戦略投票の分析・予測手段としては、ナッシュ均衡がよく用いられる。
一つの投票でのナッシュ均衡は一つだけとは限らず、複数存在する場合もある。開票予測がナッシュ均衡の一つと一致していれば、そのナッシュ均衡が実現する。このことは、開票予測報道を操作できる者は、ナッシュ均衡の範囲内で投票結果を操作できることを意味する。

## ギバード・サタースウェイトの定理
3人以上の候補者からどの候補者を一つ選ぶかを、有権者の表示する選好順序のみで決める際、以下の三つのうちどれかが成り立つ定理である。ただし、くじ引きのような外部からのノイズはこれを除く。
1. この選挙方法は、ある一人の有権者の投票によってのみ結果が決まる(独裁的)。
2. いかなる有権者の結託にもかかわらず、この選挙方法の下では当選出来ない候補者が存在する(特定候補の排除)。
3. 自分のより望む候補が当選するよう、自分にとっての選好順序を、それ以外の有権者の投票行動に合わせて変える事で、選挙結果を変えられる有権者が現れる場合がある(戦略投票が可能)。

1と2は正当な選挙方法ではない。したがって、選好投票に帰着できる条件と合致する3の方法のみ、戦略投票が可能である。

## アナウンス効果
戦略投票を行うには、選挙結果の予測を得なくてはならない。マスコミ各社の世論調査結果は、大抵の有権者にとって予測を得る絶対的な手がかりであり、これを基にして戦略投票が行われる。すると、報道内容がその選挙制度のナッシュ均衡の一つを表現している場合は、予言の自己実現が成り立ち、世論調査をマスコミが操作したか否かに関らず、報道された結果が実現する。このように風聞・報道内容が結果を左右する現象はアナウンス効果と呼ばれ、バンドワゴン効果とアンダードッグ効果（いわゆる「判官びいき」）の相乗からなるともいわれる。
予言の自己実現効果がない=ナッシュ均衡から外れた報道内容なら、アナウンス効果は起きない。結果を報道内容に近づける効果を持たないため、報道内容を操作すると結果と異なってしまい、予測を得る手がかりとしての信用を失うからである。逆に予言の自己実現効果がある報道内容なら、報道内容を操作しても結果と同じになるため、予測を得る手がかりとしての信用を高める。

### 例
- デュヴェルジェの法則
「順位が次点以上か未満か」に予言の自己実現が効く。
「最悪の場合でも、候補者Aは次点にはなる。」→戦略投票の結果、実現する。
「候補者Aは次点以上にはなれない。」→実現する。
「Aは絶対当選する。」→「最悪の場合でも、候補者Aは次点にはなる。」と同じ効果しか持たない。次点にまで落ちることがある。
「Aは支持者をほとんど失い、次点で落選する。」→批判票の受け皿になって当選することがある。「次点バネ」。
「Aは終盤まで支持を広げ、(定数+2)位(次点の次)まで順位を上げる。」→逆に支持を失っていく。

## 種類

### 当落線上の候補への乗り換え
単記非移譲式投票では、当選・落選のどちらかが確実な候補に投票しても、候補者の当落には影響しない。そこで、自分の最も支持する候補ではなく、当落線上の候補、いわゆる次善の候補へ投票する。これにより、次善の候補を当選させ、最悪の候補を落とすことができる。規模などの都合で候補者を立てられない政党も行うことがある。デュヴェルジェの法則の成立要因。

### 投票協力・選挙協力（swap vote）
自分の支持する政党が、自分の住む選挙区では当選・落選のどちらかが確実な候補を立てている場合、他の選挙区の投票者に自分の党への投票を頼み、代わりに自分は他の選挙区の投票者の支持する党に投票すること。欧米選挙における投票者同士を引き合わせるサイトがある。
政党が自らこれを進めると、「選挙協力」と呼ばれる事がある。日本では選挙協力として政党レベルで行われ、現在では自民党と公明党のものが有名。小選挙区制の結果を比例代表に近づける効果がある。
アメリカ合衆国では2000年と2004年の大統領選挙の際、ラルフ・ネーダー候補と民主党の指名候補のそれぞれ一部の支持者の間で行われた。しかし、ネーダーはこの動きには賛成しなかった。
一方、ドイツ・日本等の様に選挙方法等に複数の方法を用いた国や地域がある。そうした国や地域の場合、投票者が特性の異なる複数の票を使う場合、同じ選挙区の投票者同士でも投票協力が行われる。ドイツの「貸し票」が有名。

### 投票目標の指示
単記非移譲式投票では、支持者の数が多い政党でも、その支持票が候補者に均等に流れなければ、票が集まらなかった候補者が落選し、票を集め過ぎた人の票が無駄になる。そこで、自党の支持者に手紙等の指示を送り、党の選挙対策係が支持票を操作する。特に、公明党や、共産党のような支持者を組織化した政党では、選挙（主に市区町村議会議員選挙）の際に、地域ごとにどの党公認候補に投票すべきか指定することで、広義の死票（票の取り過ぎ）の発生や、共倒れの防止を図っているケースが多い。